# Svaða þáttr ok Arnórs kerlingarnefs
Svaða þáttr ok Arnórs kerlingarnefs es una historia corta islandesa (þáttr), que se encuadra dentro de los llamados «relatos de arrepentimiento». La historia de desarrolla hacia la década de 990. La obra se conserva en el manuscrito Flateyjarbók. Joseph Harris  cita que el contenido del relato se debe comprender dentro de un contexto donde la narrativa se centra en un conflicto u oposición entre el cristianismo y el paganismo nórdico, escrita en el periodo de la conversión hacia la cristianización de Islandia.